# درید لحام
دُرید لَحّام (زاده ۱۹۳۴ در دمشق) از کمدین‌های معروف سوری است. او در چندین فیلم در نقش فردی به نام غوار بازی کرد و به این خاطر شهرت یافت.
حافظ اسد، رئیس‌جمهوری پیشین سوریه در سال ۱۹۷۶ میلادی نشان جمهوری سوریه را به درید لحام اعطا کرد. درید لحام در سال ۱۹۹۹ به عنوان سفیر صلح یونسکو در خاورمیانه و شمال آفریقا منصوب شد.